# جيمس لوري (لاعب كرة قدم)
جيمس لوري (بالإنجليزية: James Lawrie)‏ هو لاعب كرة قدم بريطاني في مركز الهجوم، ولد في 18 ديسمبر 1990 في Dundonald, County Down ‏ في المملكة المتحدة. شارك مع منتخب أيرلندا الشمالية تحت 19 سنة لكرة القدم ومنتخب أيرلندا الشمالية تحت 21 سنة لكرة القدم ومنتخب أيرلندا الشمالية لكرة القدم. أما مع النوادي، فقد لعب مع بورت فايل ونادي ألترينتشام ونادي كيدرمينستر هاريرز لكرة القدم.

## وصلات خارجية
- جيمس لوري على موقع قاعدة بيانات كرة القدم.إي يو (الإنجليزية)
- جيمس لوري على موقع ناشيونال فوتبول تيمز (الإنجليزية)
- جيمس لوري على موقع Soccerbase.com (لاعب) (الإنجليزية)
- جيمس لوري على موقع Soccerway.com (الإنجليزية)